# Samuel Bouhours
Samuel Bouhours (Le Mans, 26 giugno 1987) è un ex calciatore francese, di ruolo difensore.

## Carriera
Ha giocato in Ligue 1 con il Le Mans e l'Ajaccio. Ha fatto il suo esordio nel massimo campionato francese con Rudi Garcia come allenatore, il 12 gennaio 2008 nella sconfitta per 0-2 contro il Sochaux. Nel 2016 viene acquistato dallo Stade Reims. Il 26 agosto successivo, con il club realizza anche la sua unica rete da professionista nell'1-1 contro il Tours (sua ex squadra). Alla fine della stagione 2017-2018 ottiene la promozione in Ligue 1 ma rescinde il contratto poco dopo.
Nell'ottobre 2018, rimasto svincolato per qualche mese, viene prelevato dallo Stade Laval, militante nel Championnat National.

## Palmarès

### Club

#### Competizioni nazionali
- Ligue 2: 1

Stade Reims: 2017-2018